# 1553 en littérature
| Années de la littérature : 1550 - 1551 - 1552 - 1553 - 1554 - 1555 - 1556    |
| Décennies de la littérature : 1520 - 1530 - 1540 - 1550 - 1560 - 1570 - 1580 |

Cet article présente les faits marquants de l'année 1553 en littérature.

## Événements
- 9 février  : première représentation de la Cléopâtre captive, première tragédie humaniste et de L'Eugène, première comédie humaniste d'Etienne Jodelle, qui posent les bases du théâtre classique français[1].
- Juin : Joachim du Bellay parvient à Rome après deux mois de voyage avec son cousin Jean du Bellay, via Lyon. Il écrit Les Regrets pendant son séjour de 1553 à août 1557, recueil de poèmes publié à Paris en janvier 1558[2].
- 9 septembre : autodafé du Campo de' Fiori  à Rome ; à la suite d’une querelle entre les éditeurs vénitiens Giustiniani et Bragadini (1549), le pape Paul IV interdit toute nouvelle édition du Talmud et fait saisir dans les États pontificaux tous les livres hébraïques nouvellement diffusés, qui sont brûlées sur un bûcher le jour de Rosh Hashana[3].

- Découverte dans l’abbaye de Werden du Codex Argenteus par les humanistes flamands Joris Cassander et Cornelius Wouters (nl)[4], contenant des fragments de la traduction en gotique de la Bible de Wulfila (VIe siècle)[5].

## Parutions

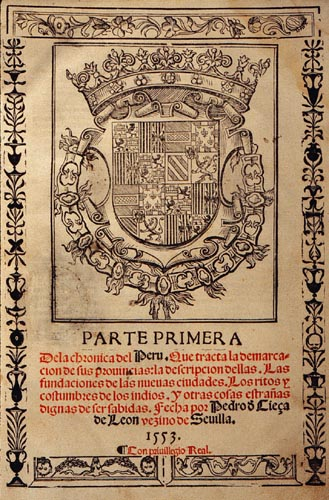
Crónica del Perú, édition de 1553

- 1er mars  : impression de la Bible de Ferrare, première édition complète en latin et en hébreu, par les marranes Duarte Pinel (Abraham Usque) et Geronimo de Vargas (Yom-Tob Atias)[6],[7].
- Mai : publication des Forty-Two Articles, principes doctrinaux de l’Église anglicane écrit, en totalité ou en partie par Thomas Cranmer (1489-1556)[8].
- 27 juin : Guillaume Rouillé obtient un privilège pour publier à Lyon un ouvrage d'iconographie, le Promptuarium iconum insigniorum (« Promptuaire des médailles »), imprimé en latin, en français, en italien et en espagnol[9].

- Observations des singularités, du voyageur Belon du Mans, qui relate son voyage dans l’empire ottoman, est publié à Paris, chez Gilles Corrozet et Guillaume Cavellat[10].

- Le premier tome de la Crónica del Perú (es) de Pedro Cieza de León, est édité à Séville[11].
- La Città felice (« La cité heureuse »), utopie de Francesco Patrizi, est publiée à Venise[12].

## Naissances
- Vers 1553 : John Lyly, écrivain et dramaturge anglais († 1606).

## Décès
- 9 avril : François Rabelais, médecin et écrivain français de la Renaissance (né vers 1493-1494).